# Walt Disney World Quest: Magical Racing Tour
Walt Disney World Quest: Magical Racing Tour è un videogioco di corse su go-kart del 2000, basato sulle attrazioni di Disney World. Le piste presenti nel gioco sono ispirate dalle attrazioni del parco. L'obiettivo è quello di recuperare le parti mancanti della macchina per i fuochi d'artificio del parco, accidentalmente distrutta da Cip e Ciop mentre raccoglievano ghiande.
Il gioco, distribuito da Disney Interactive, fu sviluppato su PlayStation, Sega Dreamcast e Windows da Crystal Dynamics e pubblicato da Eidos Interactive. La versione per Game Boy Color fu invece sviluppata da Prolific Publishing.